# Русские навигационные технологии
«Русские навигационные технологии» (РНТ) — российская компания — один из участников российского рынка мониторинга транспорта, разработчик системы ГЛОНАСС/GPS-мониторинга «АвтоТрекер». Декларировала себя одним из лидеров рынка[уточнить] и оспаривала результаты исследования, согласно которому лидирующая роль отводится компании М2М телематика[значимость факта?].

## История компании
Компания начала свою деятельность в 2000 году как студенческий стартап. Основателем компании стал Борис Сатовский, бизнесмен, к тому моменту уже руководивший фирмой «Руслан Коммуникейшнз», ставший и разработчиком первой модели. Для создания программного обеспечения была приглашена группа студентов-программистов, двое из которых, Иван Нечаев и Андрей Азовский, стали затем генеральным и техническим директорами новой фирмы. Первым клиентом в 2003 году стала компания «Дон-Строй», оперировавшая флотом из сотен автомобилей и нуждавшаяся в оперативной информации о их местонахождении. Весной 2013 года Нечаев покинул кресло генерального директора РНТ
До 2005 года компания существовала в виде подразделения российского системного интегратора «Руслан Коммуникейшнз», в это время проводились разработки навигационного оборудования и программного обеспечения, которые стали основой системы мониторинга транспорта «АвтоТрекер». В 2005 году компания преобразовалась в отдельное юридическое лицо — ЗАО «Русские навигационные технологии».
В 2008 и 2009 годах компания получила два раунда инвестиций от «ВТБ-Фонд Венчурный», находящийся под управлением Российской венчурной компании (РВК).
В 2010 году юридическая форма компании преобразована в открытое акционерное общество, а 7 июля 2010 года ОАО «Русские навигационные технологии» вышла на IPO на рынке инноваций и инвестиций ММВБ, став первой российской венчурной компанией, прошедшей классический путь развития от студенческого стартапа до выхода на IPO.
В 2012 году компания понесла убытки, что поставило под сомнение эффективность её бизнес-модели и привело к смене руководства. Обязанности генерального директора с апреля 2013 года исполнял Виталий Калягин
30 марта 2014 года компания обратилась в арбитражный суд Москвы с заявлением о собственном банкротстве. Ликвидирована по решению арбитражного суда 20 октября 2020 года

## Деятельность компании
ОАО «РНТ» работала на инновационном высокотехнологичном рынке систем спутниковой навигации.
Решения компании строились на базе инновационной программно-аппаратной платформы собственной разработки под торговой маркой «АвтоТрекер». «АвтоТрекер» обеспечивает в режиме реального времени комплексный мониторинг транспорта и других подвижных и неподвижных объектов с помощью технологий спутниковой навигации ГЛОНАСС/GPS, спутниковой связи Inmarsat и передачи данных по сетям связи GSM.
Решения РНТ для коммерческого сектора:
- диспетчерские центры мониторинга и контроля транспорта и спецтехники как часть информационной инфраструктуры коммерческих компаний различной отраслевой направленности
- кастомизированные программные и аппаратные решения по мониторингу и контролю транспорта и спецтехники для специализированных отраслевых задач
- системы управления автотранспортным предприятием, автоматизирующие ведение документооборота, учёт ГСМ и т. д. на базе Oracle и 1С
- интегрированные решения с ERP-системами предприятий
- портальные решения, обеспечивающие доступ к интегрированным данным систем мониторинга и управления предприятием
- интегрированные решения с биллинговыми системами
- системы охраны и мониторинга транспорта и объектов недвижимости

Решения РНТ для муниципальных предприятий и государственных учреждений:
- региональные диспетчерские центры управления пассажирским транспортом (городским и междугородним)
- диспетчерские центры управления и контроля транспорта городских коммунальных служб
- диспетчерские центры управления и контроля транспорта служб быстрого реагирования (пожарная служба, служба 02, скорая помощь)
- диспетчерские центры управления и контроля транспорта, обслуживающего строительство и содержание федеральных автомобильных дорог
- региональные навигационно-информационные центры управления, контролирующие в комплексе работу ЖКХ, служб благоустройств города, общественный транспорт, дорожное хозяйство, градостроительство, службы быстрого реагирования и т. п.
- комплексные системы управления и поддержки принятия решений для региональных исполнительных органов государственной власти
- многоуровневые системы диспетчерских центров для ведомственных учреждений федерального значения

ОАО «Русские навигационные технологии» обладает широкой партнёрской сетью в 46 регионах России, странах СНГ и дальнего зарубежья.
Компания занимала более четверти рынка систем спутниковой навигации транспорта РФ по объёму установленного оборудования. По итогам 2010 года, согласно данным аудированной консолидированной отчетности по МСФО, компания «Русские навигационные технологии» увеличила выручку более чем в 2,1 раза — до 446,2 млн руб., в том числе в госсекторе — в десять раз. Среди клиентов фирмы были холдинг МРСК, в рамках контракта с которым в 2011 году система «АвтоТрекер» была установлена почти на 5,5 тысяч транспортных средств, а также Сбербанк, «Роснефть», «Газпром нефть», «Мосметрострой», «АЛРОСА». Для малого и среднего бизнеса компания запустила в 2010 году пакет абонентских услуг «АвтоТрекер One», позволяющий им вместо создания своих электронных диспетчерских использовать сервер РНТ.
В 2010 году компания стала обладателем Зворыкинской премии в номинации «Инновационный продукт».